# Andreas Kurz (Politiker)
Andreas Kurz (* 29. Mai 1894 in Gufflham; † 31. Dezember 1976 in Altötting) war ein deutscher Politiker der Bayerischen Volkspartei (BVP) und der CSU.
Kurz war bis 1914 in der Landwirtschaft tätig. Nach dem Ersten Weltkrieg, wo er zweimal schwer verwundet wurde, arbeitete er als Krankenpfleger. 1922 wurde er Diözesansekretär des Caritasverbandes in Würzburg, 1924 Diözesansekretär der katholischen Arbeiterverbände und 1925 Arbeitersekretär der Diözese Würzburg.
Kurz war ab 1929 Stadtrat in Würzburg für die BVP. 1932 wurde er für die BVP in den letzten frei gewählten Bayerischen Landtag gewählt. Er gehörte auch dem mit der Gleichschaltung nach den Ergebnissen der Reichstagswahl von 1933 gebildeten letzten Landtag der Weimarer Republik an, der nach nur einer Sitzung aufgelöst wurde.
1933 kam Kurz vorübergehend in Haft und verlor alle Stellungen und Ämter. Er arbeitete dann als Kaufmann zunächst in Würzburg, später in München. Nach Ende des Zweiten Weltkriegs war er Gründungsmitglied der CSU und wurde Schatzmeister des CSU-Bezirkes Oberbayern. 1946 wurde er für den Wahlkreis Oberbayern in den neuen Bayerischen Landtag gewählt, 1950 und 1954 konnte er jeweils den Stimmkreis Altötting gewinnen. Von 1950 bis 1958 war er Mitglied des Landesvorstands der CSU und des Fraktionsvorstandes im Landtag; 1946 bis 1950 und wieder 1953 war er Vorsitzender des Eingaben- und Beschwerdeausschusses. 1958 schied er aus dem Landtag aus.
Kurz war zudem Mesner und Vorsitzender der Bayerischen Mesnervereinigung.